# Tire d'érable

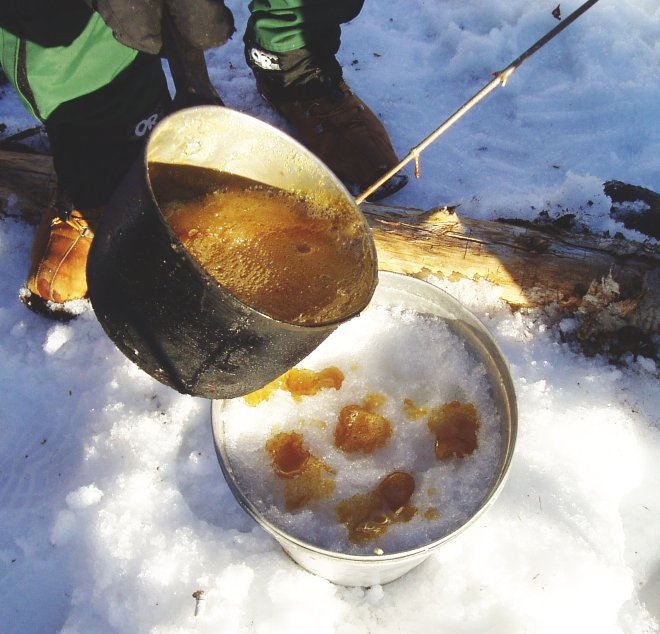
Tire chauffée versée sur de la neige, créant ainsi le bonbon mou recherché.

La tire d'érable (ou tire sur la neige) est une préparation culinaire de l’Est du Canada.

## Description
La tire d'érable consiste à faire chauffer du sirop d'érable pour le transformer en tire et à verser cette dernière sur de la neige pour en tirer des bonbons mous. Une méthode souvent utilisée pour déterminer si la préparation est prête consiste à tester la tire en la déposant sur de la neige compactée ; lorsqu'elle demeure en surface, la tire est prête à être servie.
La préparation est collante et est souvent consommée à l'aide d'un bâtonnet ou d'une cuillère.

## Aspects culturels

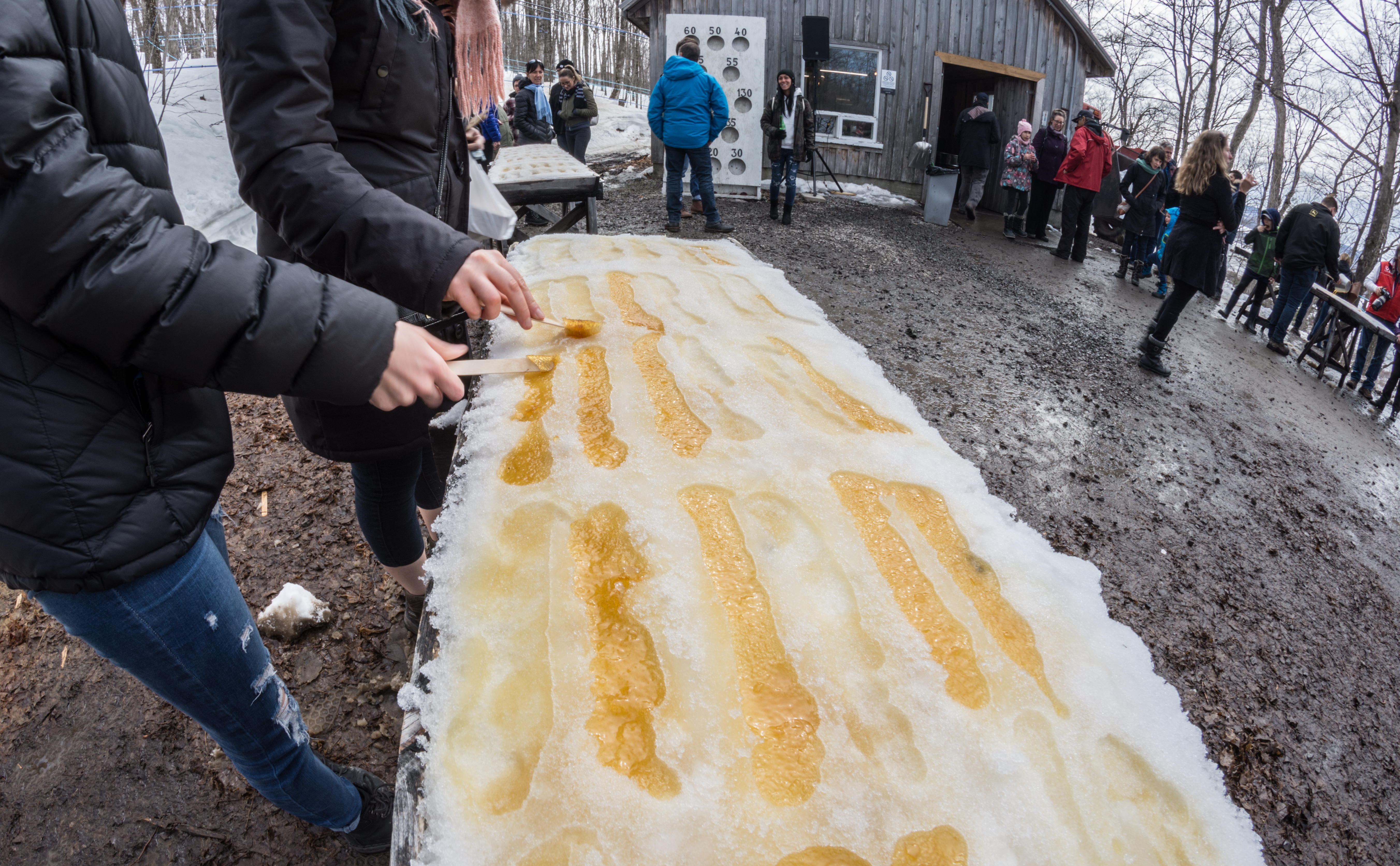
Dès qu'elle commence à durcir, la tire est enroulée autour d'un bâtonnet puis dégustée.

La tire sur la neige est une  spécialité québécoise. Elle fait partie des traditions du temps des sucres, la période de la mi-mars à la fin avril qui correspond à la mise en exploitation des érables. Elle est consommée dans la plupart des cabanes à sucre ou érablières, lors d'une partie de sucre. En plus des cabanes à sucre, plusieurs foires, centres de ski et marchés publics québécois installent des kiosques où l'on peut déguster la tire sur la neige en saison.

## Histoire
Cette technique était déjà pratiquée par les autochtones, dont l'alimentation incluait différents produits de l'eau d'érable. Les Abénakis réalisaient des contenants d'écorce employés pour l'évaporation de la sève d'érable et la confection de produits alimentaires divers. Les Attikameks en auraient été les découvreurs et réalisaient ces paniers avec des racines et de l'écorce de bouleau.

## Culture populaire
Le hockeyeur de la LNH Yanni Gourde a mangé de la tire sur la neige provenant du bol de la Coupe Stanley dans sa ville natale de Saint-Narcisse-de-Beaurivage, au Québec, à la suite de la conquête de la Coupe Stanley du Lightning de Tampa Bay en 2021 contre les Canadiens de Montréal, deux jours après que son coéquipier et compatriote québécois Mathieu Joseph a mangé de la poutine dans le bol de la Coupe à Chambly, au Québec.

## Galerie

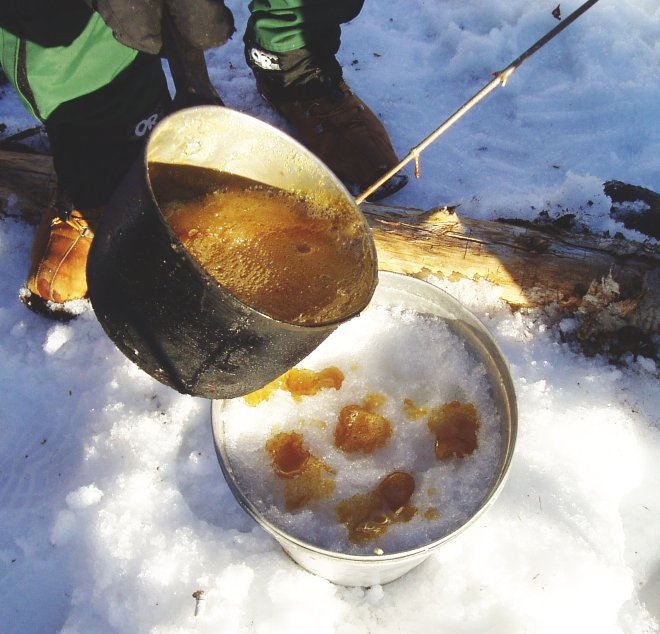
Le sirop d'érable chauffé est versé dans la neige pour créer la tire.
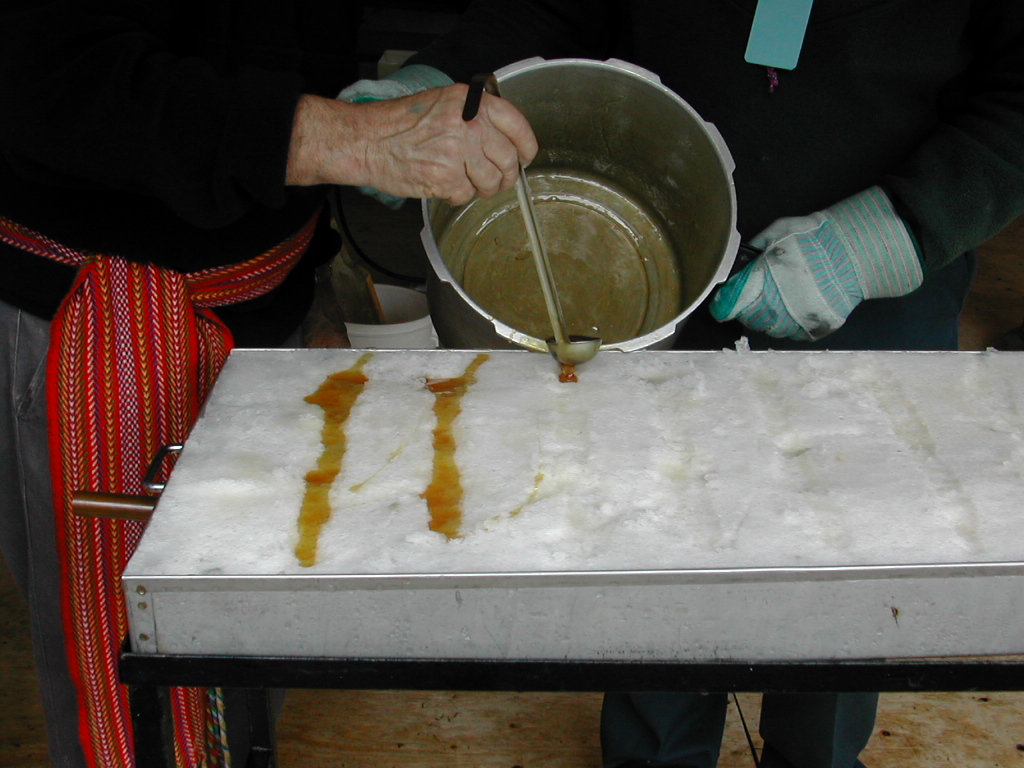
Versez le sirop d'érable dans une neige compactée.
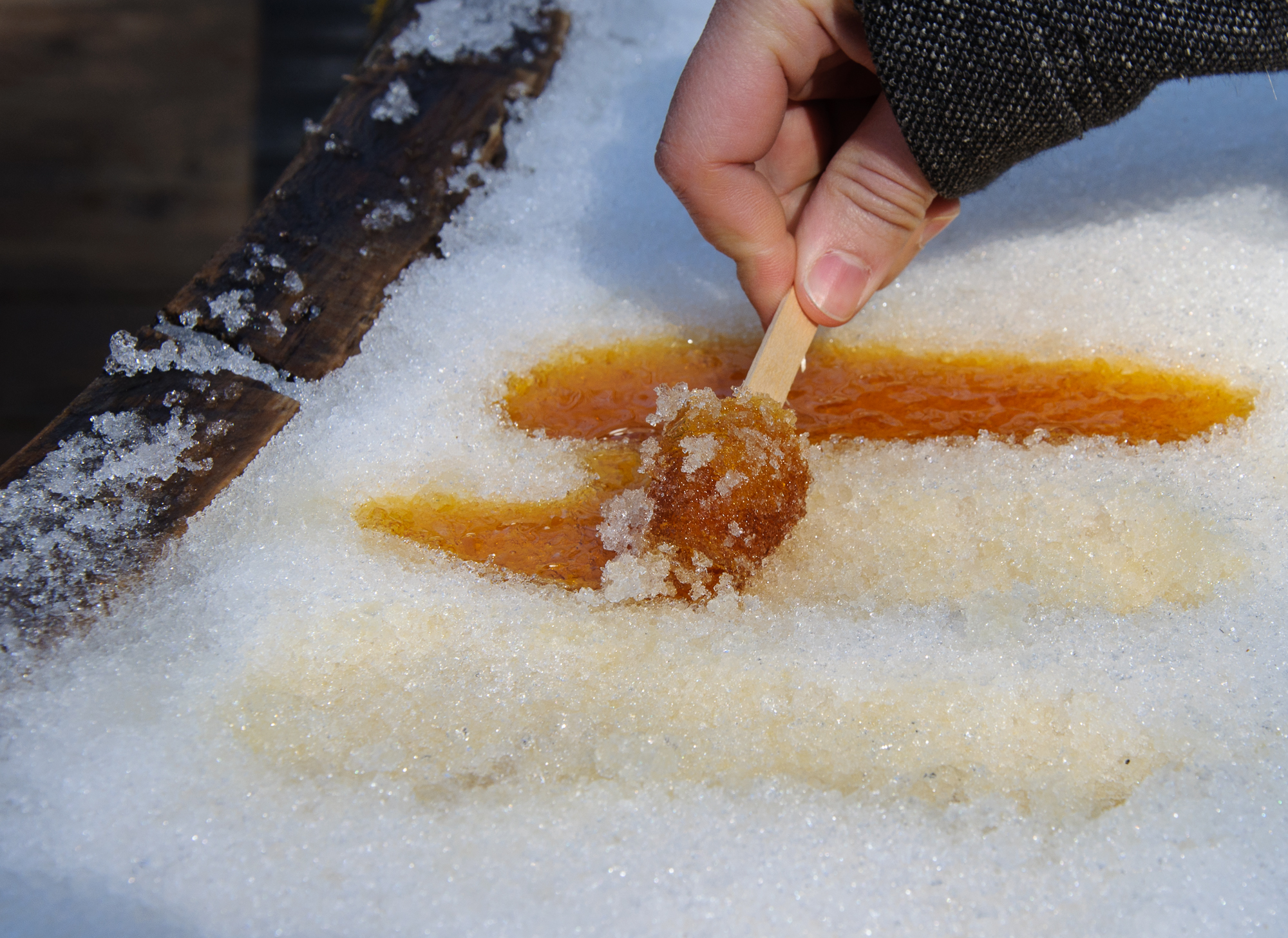
Enrouler avec un bâtonnet en bois.
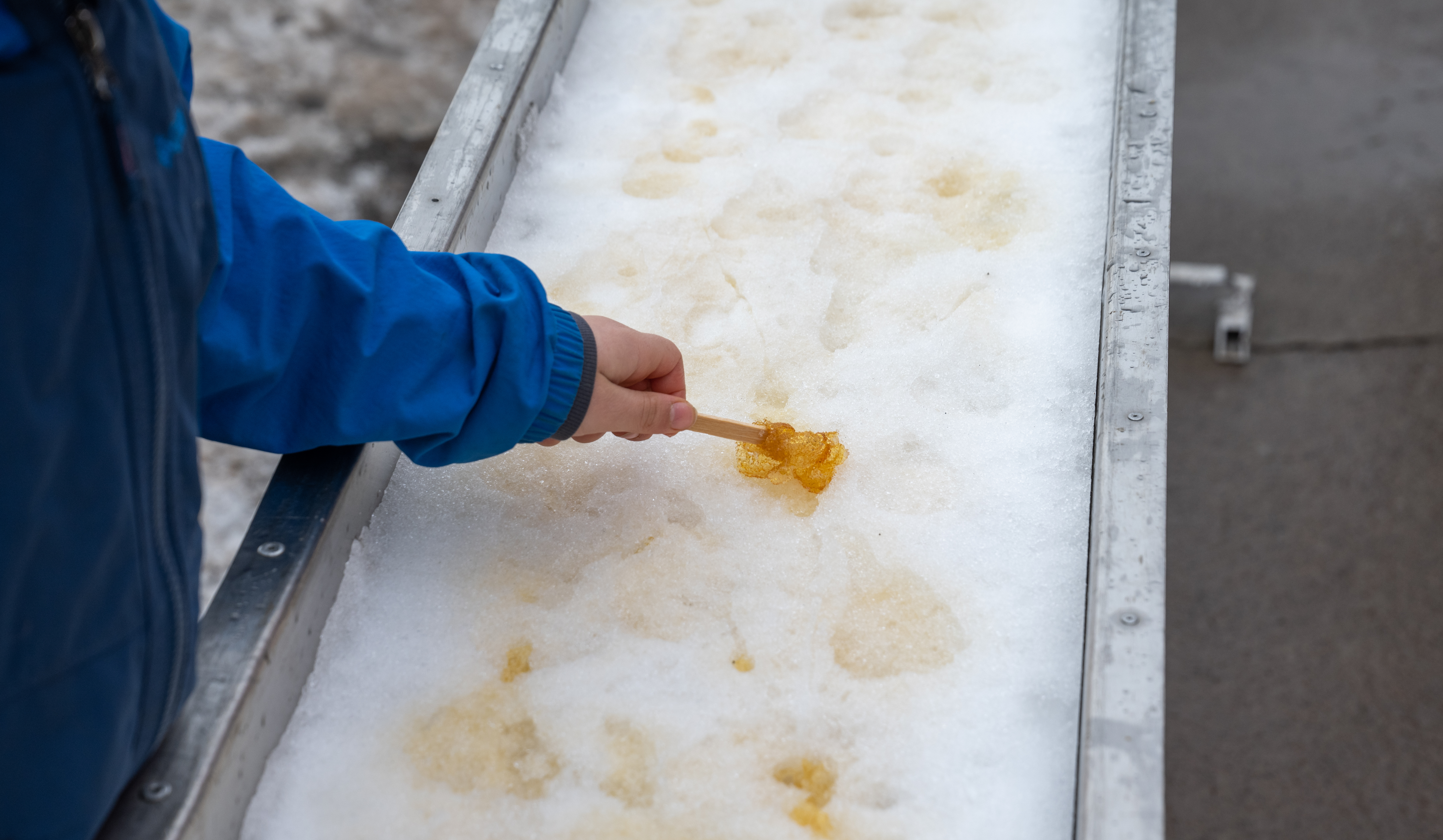
Enrouler avec un bâtonnet en bois.
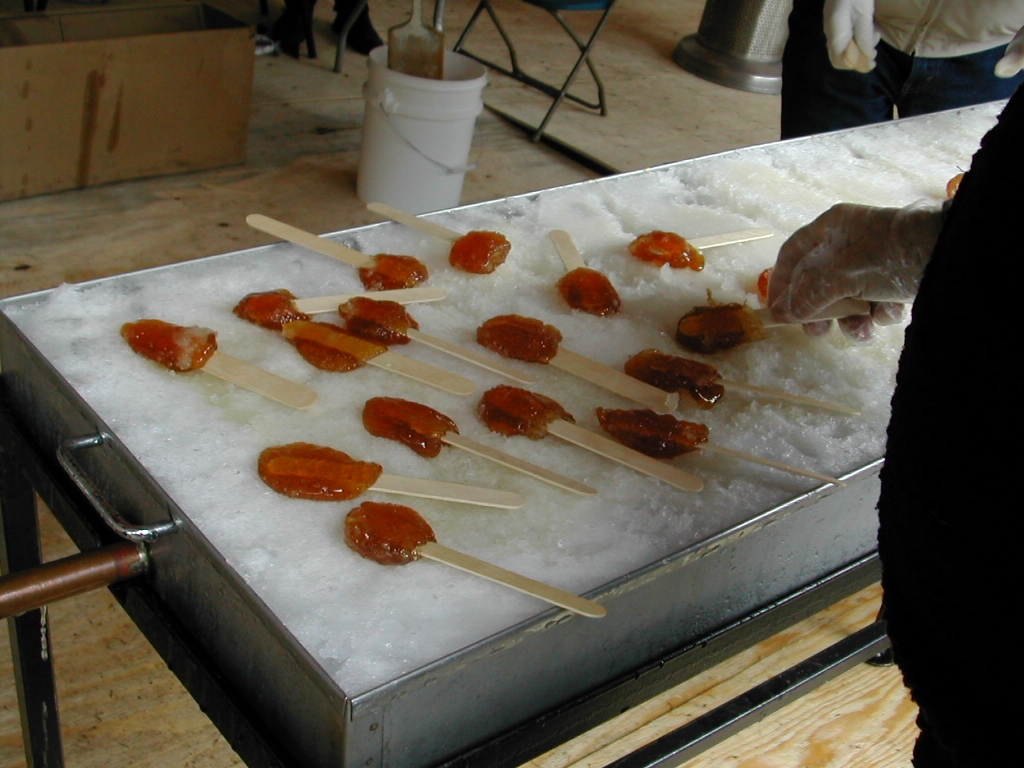
Tires prêtes à manger.
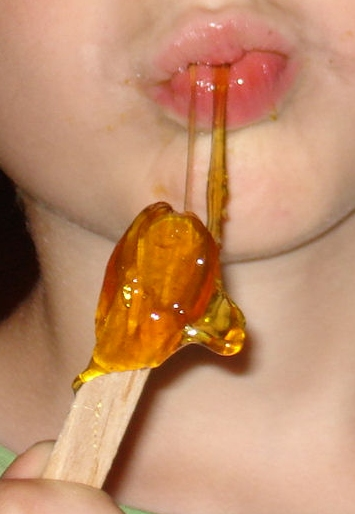
Tirer la tire.
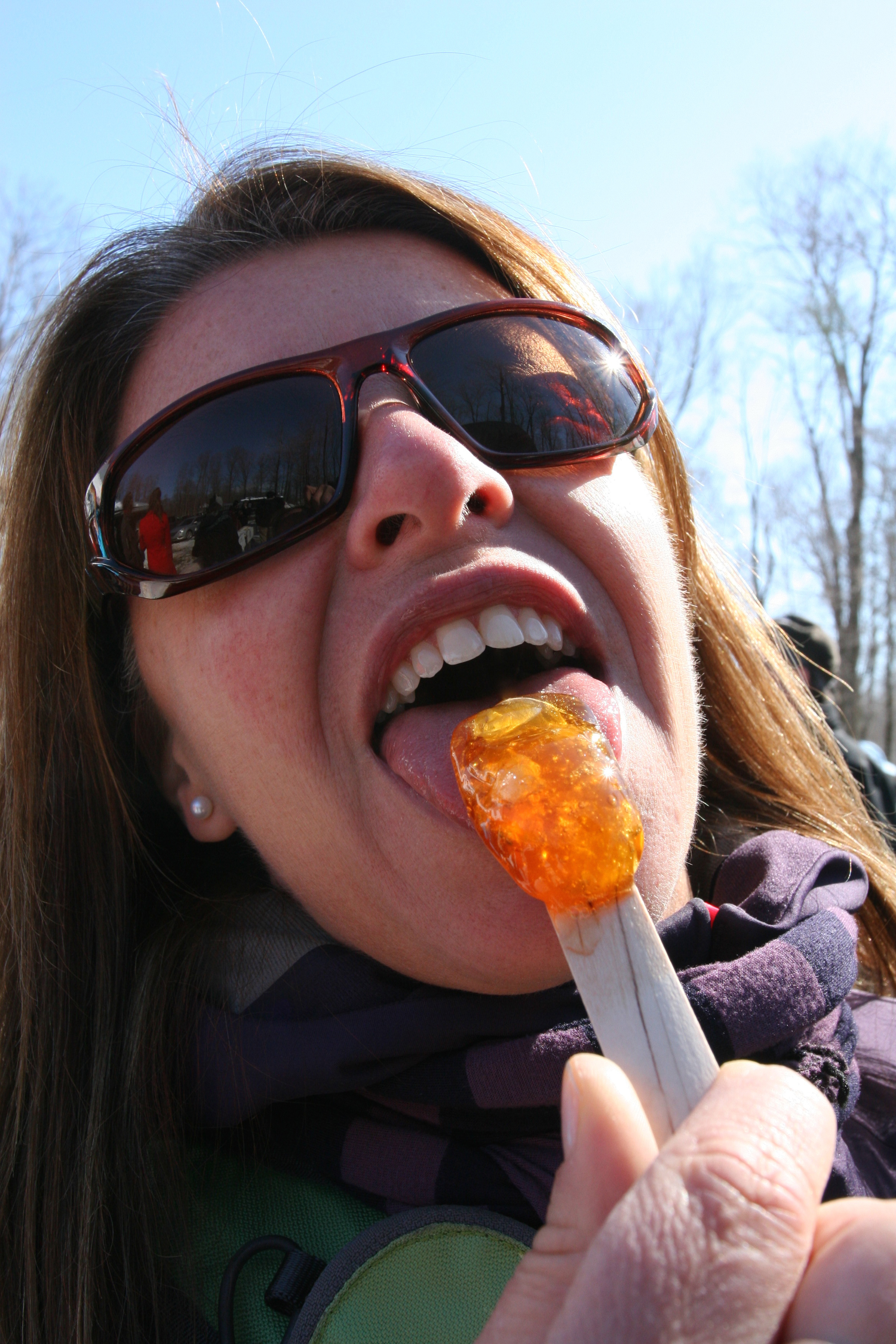
Lécher une tire.
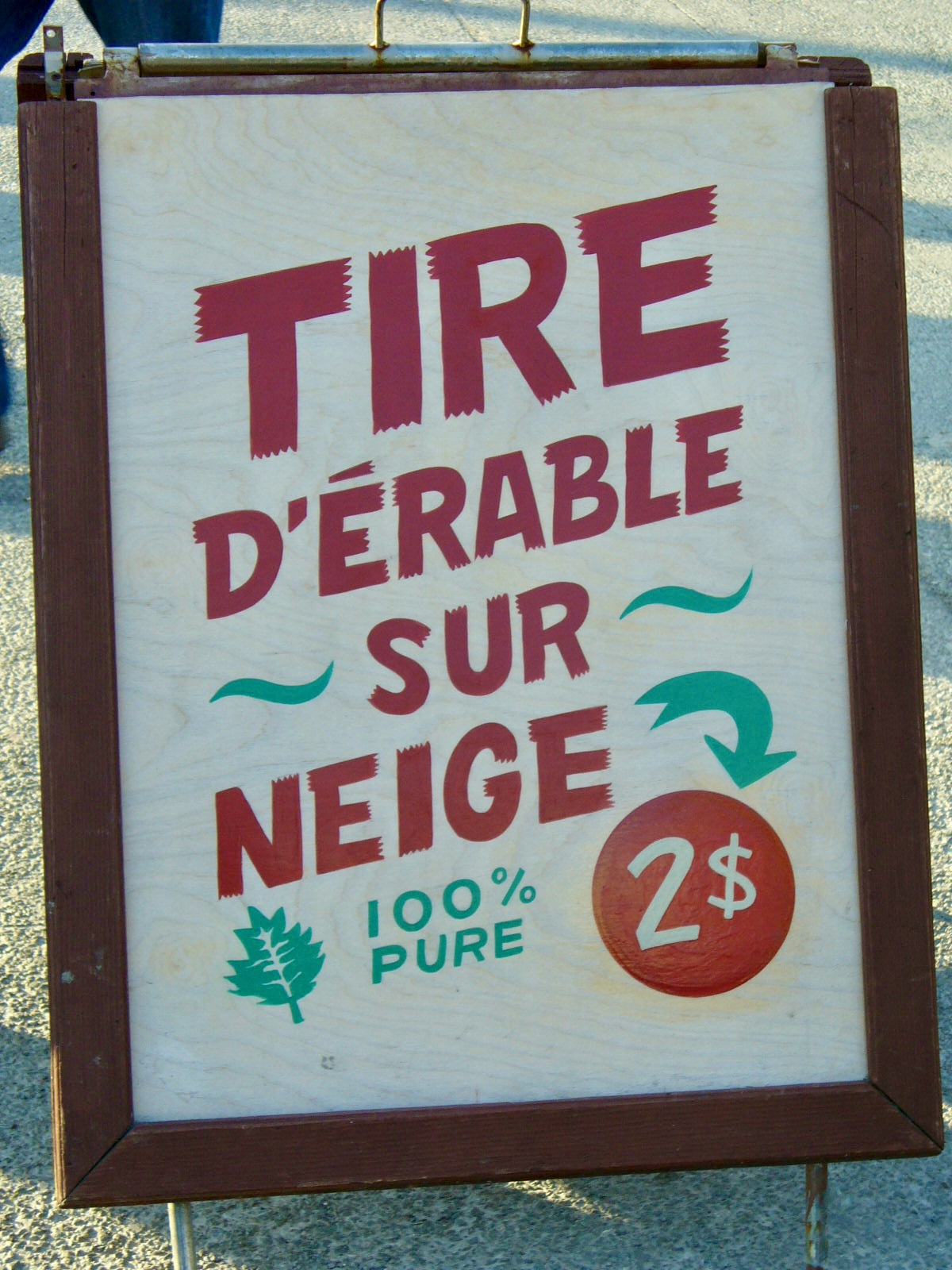
Tire d'érable sur neige.
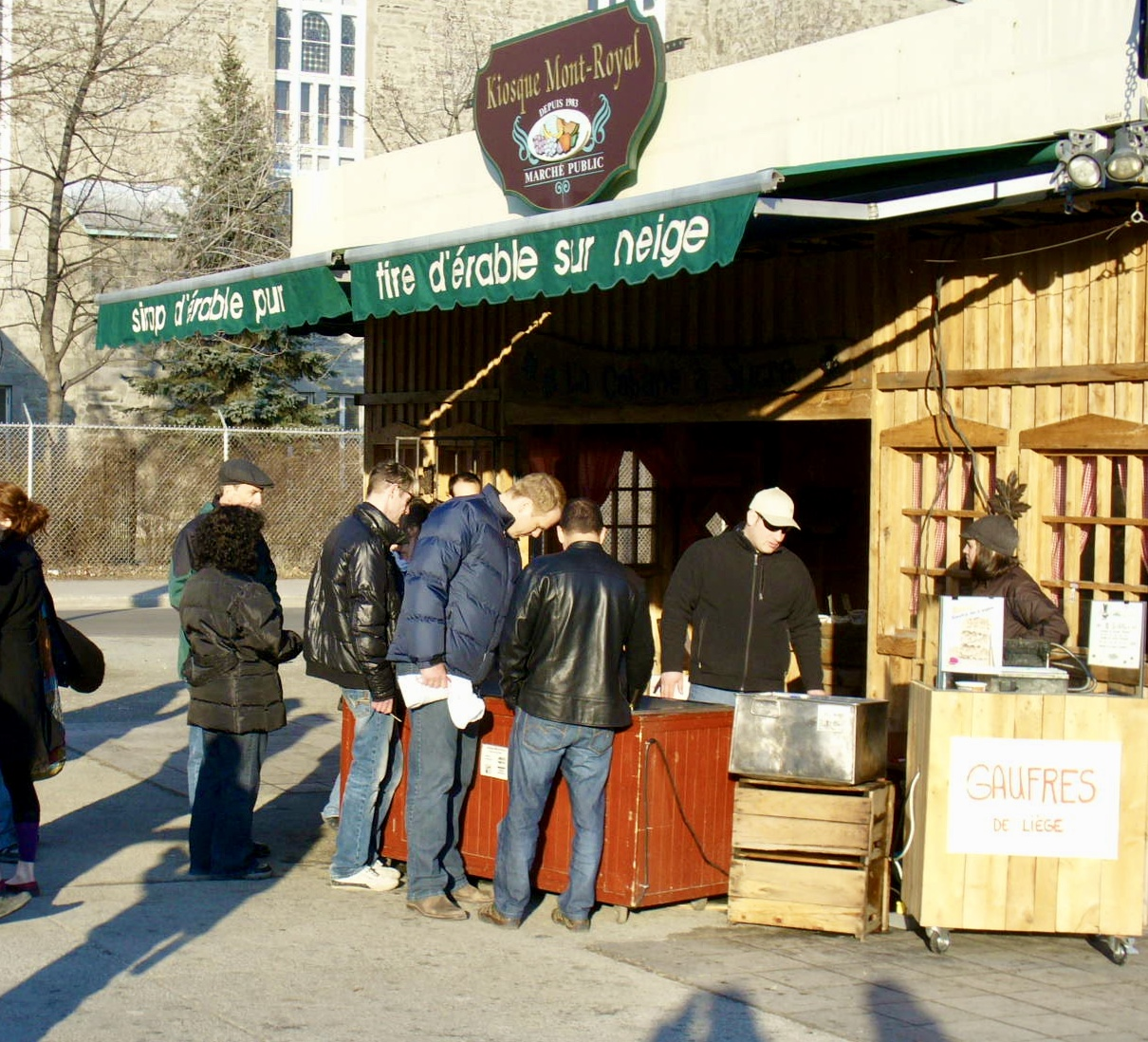
Kiosque au Mont-Royal, Montréal.